# Akihiro Hyōdō
Akihiro Hyōdō (japanisch 兵働 昭弘 Hyōdō Akihiro; * 12. Mai 1982 in der Präfektur Chiba) ist ein ehemaliger japanischer Fußballspieler.

## Karriere
Hyōdō erlernte das Fußballspielen in der Schulmannschaft der Yachiyo High School und der Universitätsmannschaft der Universität Tsukuba. Seinen ersten Vertrag unterschrieb er 2005 bei Shimizu S-Pulse. Der Verein spielte in der höchsten Liga des Landes, der J1 League. Für den Verein absolvierte er 119 Erstligaspiele. 2011 wechselte er zum Ligakonkurrenten Kashiwa Reysol. Mit dem Verein wurde er 2011 japanischer Meister. Für den Verein absolvierte er 16 Erstligaspiele. 2012 wechselte er zum Zweitligisten JEF United Chiba. Für den Verein absolvierte er 106 Ligaspiele. Danach spielte er bei Ōita Trinita, Mito HollyHock, Ventforet Kofu und Shimizu S-Pulse. Ende 2018 beendete er seine Karriere als Fußballspieler.

## Erfolge
Shimizu S-Pulse
- J.League Cup

Finalist: 2008
- Kaiserpokal

Finalist: 2005, 2010
Kashiwa Reysol
- J1 League

Meister: 2011